# Каплівка
Каплі́вка — село в Хотинській міській громаді Дністровського району Чернівецької області України.

## Історія
Вперше Каплівка (Капельовка) згадується в писемних джерелах XVIII ст. У документах Кишинівської духовної консисторії у справах Хотинського повіту за 1811-1829 рр. За архівними даними село засновано 1756 році. Джерела також згадують про виникнення с.Каплівка колишній голова сільради Леонід Кирилович Рижий і секретар Антон Руснак, які в «Короткій історичній довідці», поданій до районного архіву в 1964 чи 1965 році записали, що село Каплівка засновано 1420 році. 
За даними на 1859 рік у власницькому селі Хотинського повіту Бессарабської губернії, мешкало 900 осіб (463 чоловіків та 437 жінок), налічувалось 140 дворових господарств, існувала православна церква.
Станом на 1886 рік у власницькому селі Данкоуцької волості мешкало 1022 особи, налічувалось 231 дворове господарство, існували православна церква та школа.
З 1991 року в складі незалежної України.
01 жовтня 2023 року селі Каплівка парафія церкви Івана Богослова перейшла з Московського патріархату в Православну Церкву України. Вперше в місцевій церкві пролунала молитва українською мовою.

## Походження назви
Саме від слова "Каплиц" варто шукати походження назви села Каплівка, а не від слова "капличка", бо в ті часи, коли з'явилось село, капличок не будували. Є висновки, що село належало засновнику або його слузі (управляючому) на прізвище Капліц. Це міг бути хтось із представників турків (тоді села вручались заслуженим солдатам чи офіцерам турецького гарнізону з Хотина). 
Інший варіант походження назви села: Територія Хотинщини вважалась частиною Молдавського воєводства, то назва села Kаплівка могла бути від смолдавського " сар" - географічно означає "мис" - тобто " ріг " , " рогу " чи "виступ". Дехто припускають, що назва села могла бути і від того, що на річці Mегерці є невеличкий водоспад, де вода капає, звідси могло виникнути слово Каплівка, бо справді в  глибокій долині потоку є такий водоспад, названий в народі "бульбони", утворений на місці перетину потоки вапнякової товщі. Cьогодні невеличкий водоспад з прилеглою територiєю оголошений каретово-спелегічною пам'яткою природи місцевого значення.

## Географічна характеристика
Село розташоване в 6 км на південний схід від міста Хотин правому березі Дністрамістцентральній частині Прут-Дністровського межиріччя частині Прут-ДХотинського підвищенняя, на території Хотинського підвищення. Середня висота над рівнем моря становить 181 м. Рельєф місцевості — горбистий, із численними природними підвищеннями
Місцевісвисокоякісну глинуалпісока бузапаси вапнякуси, зокрема промислове значення пісок та запаси ваконтинентальнийь промислове значення.
Клімат виражен+20 °Cинентальний.-5,6 °Cя Зима триває 4–5 місяціввить +20 °C, а січня зливи6 °C. Зима триває 4–5 місяців, а влітку части70 ммзливи. Кільквилужені опідзолені чорноземи близько 70 мм.

Ґрунти — вилужені опідзолені чорноземи, що сприяє ролісостепової зони господарства. Місцевість належить до лісостепової зони. Ліси зберграб, дуб, липао на горбистих ділянках, де перозораніь граб, дуб, липа. Степові ділянки здебільшого розорані, а природна степова рослинність трапляється назубчатки, копильбах та ярах. Серед характерізноманітнийзубчатки, кзайці, лисиці, косулі.
Тваринний гризуни і різноманітний: водяться зайцкротисиці, косулі, чисдятли, ворони, сороки, горобціканчики), кроти. Сепостійноів — дятли, ворони, сороки, горобці, які мешкають тут постійно.
Село Каплівка розташоване в північно-східній частині Хотинського району (сьогодні Дністровського району) Чернівецької області 48°26′50″ пн. ш. 26°30′34″ сх. д.
Сусідніми селами є: з півдня Данківці, із південного заходу Ворничани; з північного заходу Рукшин; з півночі м.Хотин;з північного сходу Анадоли; зі сходу Кельмецького району – Оселівка і Лінивці.
У фізико – географічному відношені село розміщено на правому схилі Дністра в його середній течії. 
Відстань до районного центру — 9 км, 20 км від залізничної станції Мамалига, до Івано-Франківська —216 км.
Рельєф місцевості горбистий. Місцевість багата мінеральними, будівельними матеріалами. Особливо є високоякісна глина, пісок, невичерпані запаси вапняку. Клімат має виражені риси континентального клімату. Середня температура липня +20°, сума опадів цього місяця становить біля 70 мм, зима триває 4-5 місяців. Середня температура січня -5,6°. Літом опади випадають часто у вигляді злив. Найхолодніший місяць – січень. Але за останні роки температура значно вища. 
Ґрунти вилужені опідзолені чорноземи. Рослинність лісостепова. Ліси збереглись лише на горбистих місцях. В лісах переважають граб, дуб, липа та інші. Степові ділянки розорені, степова рослинність збереглася лише на узліссі, по горбах, на схилах ярів. Типовими представниками є зубчатки, копиль та ін. Тваринний світ досить багатий і різноманітний. Водяться зайці, лисиці, косулі, багато є гризунів(миші, щурі, тушканчики), зустрічаються їжаки, кроти. Постійно живуть дятли, ворони, сороки, горобці.
У промисловому відношенні село розміщено у низькоіндустріальному районі із слабодиверсифікованою галузевою структурою, значним переважанням виробництва харчової промисловості, низьким рівнем розвитку промисловості (машинобудування, металообробки, легкої та деревообробної промисловості).
Вперше назва вулиць у с.Каплівка з’явилось у кінці 80-х років ХХст. 
Вулиці: Шевченка, Кобилянської, Хотинського повстання, Андреєва, і тд.
Провулки: Гагаріна, Українська, Незалежності, Л.Українки, Грушевського. 

## Населення

### Мова
Розподіл населення за рідною мовою за даними перепису 2001 року:
| Мова       | Кількість | Відсоток |
| ---------- | --------- | -------- |
| українська | 1453      | 99.45%   |
| російська  | 5         | 0.34%    |
| румунська  | 2         | 0.14%    |
| білоруська | 1         | 0.07%    |
| Усього     | 1461      | 100%     |

## Пам'ятки
- Кам'яний Яр — лісове урочище та природна пам'ятка місцевого значення.
- Бульбони — карстово-спелеологічна пам'ятка природи.

## Мікротопоніми села Каплівка
Андрієвське поле – належало колгоспу ім. Андреєва
Конопельське поле – так назвали, так як там колись сіяли коноплю.
Поповий яр – яр знаходився за землями, які колись належали попові.
Руде – пшеничне поле, яке належало родині Рудим, вони мали свій рід і на вигляд вони мали всі руде волосся. 
Млин “Закарковича” – так жителі села називали керівника млина. 
Мацюківська долина – урочище при кому розташоване село, назва із народного повіря, походила від одного магната, який оселився в селі.
Поле “Чобіт” – назва поля пішла від форми самого поля, жителям села нагадувало чобіт і так почали називати поле. 
Поле “Коло верб” - колись на цьому місці росли верби і в народі почали так називати.
Кам’яний яр - лісове урочище та природна пам'ятка місцевого значення. Являє собою штучно насаджений лісовий масив із розташованими в ньому водними об’єктами (три ставки, джерела).
Став “На валу” – так жителі називали, тому що думали, що цей став допоможе їм для захисту від ворога. 
Став “Середня гора” – в честь того, що недалеко знаходиться від середнього горба, але жителі називали його середня гора.
Печера “Рута” – вхід вскритий у 1999р. по контакту гіпсів з ратинськими вапняками у покрівлі. Здавна відома місцевому насеенюю, проте вхід був засипаний під час видобування вапняків у 50 – роках 20 століття. Досліджена частина лабіринту закладена по щілинам в зоні дроблення гіпсів. Коридори низькі і вузькі. Входить до складу карстово – спелеологічної пам’ятки природи місцевого значення ‘Бульбони’.
Хащі – насаджений жителями ліс за вказівкою місцевого дяка. 
Розирен – цю частину села називають перша версія, що колись тут вирощували рози, а друга версія, що колись у пана було звати дівчинку Розарена, але вона померла коли їй було 2 роки, і вирішили так назвати, але зараз то більше схиляються, що це було в честь доньки пана. 
“Бульбони” - карстово-спелеологічна пам'ятка природи місцевого значення в Україні. Розташована в межах Хотинського району Чернівецької області, біля сіл Анадоли і Каплівка. Статус надано для збереження мальовничої долини Каплівського потоку з водоспадами і цінними карстово-спелеологічними утвореннями.
Лисий горб – населення села так називають цю частину села в честь того, що на даний момент тут нічого не росте навіть трава.
Старе і Нове кладовище – це так називали, бо на старому кладовищі ховали найстарших членів села, а на нове кладовище називають, бо на старому кладовищі вже не вистачало місця і вирішили виділити територію для нового і так у селі на даний момент є два кладовища.
Пекарня “Зерно” -  дана пекарня є закрита, але сюди наймалися населення на роботу, а чому зерно, бо там пекли хліб з зерна яке було вирощено на полі “Руде”.
Вулиця Центральна – дана в улиця розташована в центрі села біля сільської ради.
Вулиця Бойової слави – дана вулиця була назва в честь полеглим у Хотинські битві. 
Вулиця Андреєва – дана вулиця була названа в честь колгоспу ім. Андреєва. 
Вулиця Чапаєва - називалася на честь Василя Чапаєва, командира 25-ї дивізії Червоної армії, учасника Першої світової та Громадянської війни в Росії.
Вулиця Кірова - найкоротша вулиця в селі біля тракторної бригади.
Вулиця Комсомольська - радянська окупаційна назва вулиць у деяких населених пунктах України, названа на честь комуністичної молодіжної організації ВЛКСМ(Всесоюзний Ленінський комуністичний союз молоді).
Вулиця Гагаріна – в честь льотчика – космонавта СРСР Юрія Олексійовича Гагаріна. 
Вулиця Суворова – в честь пана Суворова. 
Вулиця Шевченка -  на честь письменника Тараса Шевченка – це є найдовша вулиця села.

## Особистості
- Дудка Мефодій Степанович (*1919-1979) — нагороджений орденами Червоної Зірки та Слави 3-х ступенів;
- Кушнір Юрій Іванович (1978—2015) — солдат Збройних сил України, учасник російсько-української війни 2014—2017.
- Нестеровський Петро Артемович — український фольклорист, етнограф, педагог.

Каплівська спелео-карстова ділянка

- Каплівська спелео-карстова ділянка:

Каплівська спелео-карстова ділянка - Печера «Рута». Хотинський район, с. Каплівка. Довжина 35.5 м, амплітуда 3 м, плошща 31 м/2, об'ем 25 м, абс. відмітка входу 180 м. Знаходиться в 1 км на схід від села у стрімкому правому схилі долини Каплівського потоку. Вхід вскритий у 1999р. по контакту гіпсів з ратинськими вапняками у покрівлі. Здавна відома місцевому населенню, проте вхід був засипаний під час видобування вапняків у 50-х роках XX століття. Досліджена частина лабіринту закладена по щілинам в зоні дробленя гіпсів. Коридори низькі - 0.5 -1.0 м і вузькі - 0.6-1.2 м, підлога утворена суглинками і глинами. Відмічений протяг повітря, що свідчить про наявність в глибині масивів достатніх об'ємів порожнин. Входить до складу карстово-спелеологічної пам'ятки природи місцевого значення «Бульбони» (Piшення 11 сеciї Чернівецької обласної ради 23 скликання №82-11/2000 від 16.06.2000р.). Iніціатор і виконавець В. Коржик.  Tопозйомка ЧСК «Троглодит» 1999р. (К. Кплуга, О. Палагута, В. Коржик, М. Палагута, Б. Маркович, О. Єгоров).

## Культурна спадщина мальовничої Каплівки
Маланка:
Український народ так вiдзначав здавен день преподобної святої мученицi Маланiї (13 січня): перевдягались, i сiльська «трупа» місцевих «акторiв» бiгала вiд хати до хати. Називалось це дійство Маланкою. Зараз цей день співпадає з християнским святом, Щедрим вечором, тому в народній традиції обидва свята об’єдналися.
В деяких регiонах України свято Маланки забулося. Маланка, або Переберiя, як її тут називають — справжнiй народний карнавал.
Маланка – дійство поза межами християнською церкви, вона кардинально інша, вільна, стихійна, не має тих кордонів.
За твердженням фольклористiв та туристів, найцiкавiша та особливо багата традиціями Маланка у  Каплівці, на яку щороку збираються тисячі гостей із усього краю і з-поза його меж.
У селi Каплівка Чернiвецької областi, поблизу кордону з Румунією зберiгся унiкальний старовинний звичай ходiння по хатах iз «кониками». Зазвичай це двоє хлопцiв, що одягнені у костюми коней, разом iз вояками, Маланкою та музикантами ходять у переддень свята вiтати газдів, а як попадеться незамiжня дiвчина в хаті, танцюють iз нею, аж доки не вiдкупиться грiшми або солодощами.
Маланку (увесь цей перебраний народ) господар вгощає або дає грошей. Вона дякує і бажає господарю усiляких гараздiв. Гроші зараз збирає найбільш адекватний або неперебраний хлопець, найчастіше на потреби церкви.
По дорозі переодягнені веселять народ: пристають до чоловіків, підкидають дівчат, лякають дітей. Дорогами проїжджають машини з гучною музикою, також «переодягнені».
Після півночі групки перебраних збираються на перехрестях вулиць на «сходини» – огляд сил перед завтрашнім дійством.
Маланкування може тривати аж до обiду 14 січня на Василiя.
Iз давнiх-давен парубки готуються до Маланки заздалегiдь. Вчать колядки, роздають ролі, шиють костюми та інше знаряддя. Багато речей виготовляються «на смiх». Усi цi творiння дбайливо зберiгаються i вдосконалюються.
Iз часом маски i персонажi оновлюються під впливом злободенних проблем та модних вiянь, образи політиків останнім часом є щороку. Святкування у такому форматі відбувається вже понад 100 років. Проте немає одних i тих же персонажiв навiть у сусідніх . В кожному роблять  по-своєму.
Те, що з 2011 року кожного року 15 січня  в Чернівцях проводиться фестиваль «Маланка-фест» — це великий поштовх для цього свята, для розвитку Маланки та її подальшого існування. Це унікальне дійство для всієї України за змістом, за своєю яскравістю та феєричністю Воно встигло зачарувати багатьох з усіх регіонів нашої країни, численних туристів із різних країн. На святі вибирають переможця і вручають чималий грошовий приз, що нараховує десятки тисяч гривень.
В Каплівці, як і по всій Україні, Великдень, чи Пасха, традиційно є одним із найзначніших і найочікуваніших свят календарного року.
Свято Великодня багате на церковно-обрядові й народні звичаї. З ним пов’язано чимало традицій, ритуалів і символів.
Основні символи Великодня — паска й писанка.
Найважливішим атрибутом Великодніх свят у буковинців були обрядові страви, а серед них головне місце посідав хліб у вигляді випічки – це калач-паска, який пекли із муки найвищого сорту, щедро заправляючи яйцями та подекуди ще й родзинками.
Жінки й дівчата розмальовували до свята яйця, в яких уславляли животворящу силу сонця та безкінечність життя. Таких яєць є три види: писанка (розписане яйце), крашанка (розмальоване) і галунка (забарвлене в один колір). Крашанки й галунки фарбували переважно в червоний — це колір вогню і життя: саме в яйці воно зароджується. Зараз же це можуть бути всі кольори веселки. Писанками люди обмінювалися всі три дні, дарували їх рідним і близьким, примовляючи: «Христос Воскрес», а у відповідь: «Воістину Воскрес».
У Каплівці традиційно переважали галунки, які мали бути пофарбовані лише в оранжевий, рожевий чи червоний кольори і в жодному разі – у зелений чи голубий. Перед Великоднем у господинь дуже багато справ і щоб зменшити їх вони просто купують різнобарвні наклейки на яйця.
Паску, великодні яйця та інші основні обрядові страви обов’язково освячували у храмі, і для цього збирали святковий кошик. Господині складали його зазвичай у суботу, щоби в неділю вдосвіта, а то й ще раніше встигнути на службу до церкви. Щоправда, страви вкладали тоді не до кошика, а до дерев’яної дійниці: поряд із шматками розрізаної паски клали яйця, хрін, часник, полин, солонину, будз, сир, сіль тощо.
Приблизно таким же залишився набір страв каплівчан і в наші дні: вкладають до кошика паску, крашанки, домашню ковбасу (сильно побожні люди – не ставлять ковбасу, адже церква забороняє), масло, сир, хрін, цибулю, сіль, мак, яблуко, зелену цибулю. Подекуди зараз ще ставлять італійські паски, привезені заробітчанами, огірки, помідори, навіть цукерки та апельсини.
За традиційними віруваннями та обрядами Буковини, у травні кожного року, в останню неділю, святкується неповторне народне гуцульське свято виходу вівчарів на полонини.
Після Пасхи настає час пастухам збирати свої отари та відправлятися на пасовиська далеко у гори, де вони й пробудуть аж до осені.
Цю визначну подію у Карпатах називають “Вихід на полонину” і визначають як свято, а у сучасні дні перетворили на народний фестиваль “Полонинська ватра”, який проводиться у Путилі.

Зелені свята на Буковині

Зелені свята – давнє народне дохристиянське свято, яке символізує остаточний прихід літа. Освячення поля свяченою водою символізувало вигнання нечистих сил і задобрювання русалок. Культ рослинності, яка в цей час починала розквітати, проявлявся передусім у тому, що зеленню на свята прикрашали свої оселі, а також могили предків. На Зелені свята, як і після Великодня, провідували померлих родичів, могили яких обсипали клечаним зіллям, влаштовували на кладовищі панахиди та спільні поминальні трапези.
Найбільш яскраве літне свято – день Купала (Купайла). Це був день сонцевороту, коли сонце досягало свого апогею, відповідно, був найдовший день і найкоротша ніч у році, а для землероба наставав найважливіший момент його господарської діяльності – жнива.
В Каплівці існувало вірування, що цього дня вода і вогонь мають очищувальну силу. Молодь стрибала в цей день через вогонь і купалася у водоймищах. Дівчата збирали квіти та робили з них віночки. Купальське дерево пов’язане з основним змістом і призначенням обряду. Дівчата пускали на воду заготовлені віночки. Рухом вінків на воді вони ворожили про своїх коханих (куди попливуть вінки, з тієї сторони буде наречений), рух вінків міг віщувати і смерть (чия свічка на вінку швидше погасне, той невдовзі може померти). Назву свято Купало отримало від бога плодючості Купала та від того, що Бог-Сонце-Дажбог у день літнього сонцестояння купається у земній потужній силі – воді. Колесо з перехрестям символізувало життєдайне сонце, яке у вогні поєднувалось з водою трапези.
В Каплівці вважалось, що купальська ніч є шлюбною. Українці Буковини вірили, що у купальську ніч вступали в шлюб вода і вогонь, небо і земля, людська пара – чоловік та жінка. Обов’язково їх шлюб мало освятити Сонце, яке вранці після купальської ночі вважалось найважливішим сполучником шлюбних пар. У припрутських та придністровських українських селах вірили, що у купальську ніч розцвітає чудесним весняним цвітом папороть; щасливець, який дістане цю квітку, буде знати, де лежать скарби, буде розуміти мову рослин і тварин трапези.
Свято Маковія (Маковея) є на Буковині святом квітів та городини. Воно відзначається 14 серпня. В цей день у церквах святять воду, квіти, мак, які після цього набувають, за повір’ям, чудодійної сили. Дівчата готували вінок з квітів та «маковійську квітку». Малі діти теж рвали квіти і формували невеличкі букетики. У передгірній та гірській місцевості Буковини квіти для «маковійської квітки» збирали вранці у день свята, але ще до сходу сонця. Для цього букета використовували квіти як польові, так і городні (любисток, чорнобривці, васильок, м’яту, кудрявці, польові котики, материнку, чебрець, роман-зілля та ін.). «Квітку» та віночки обв’язували червоними стрічками.
На весіллях: На другий день весілля дружби викуповують дружок. Посеред стола ставлять тарілку так, щоб дружка не бачила, що туди поставлять (справжні гроші, фальшиві, дрібні монети чи горіхи). Якщо дружка погоджується на викуп, мусить танцювати з хлопцем, незважаючи на те, який викуп він заплатив за неї. Перед молодятами кладуть відра з водою, які вони мають перекинути, – на добре і щасливе життя. Після опівночі відбувається «повниця», під час якої вінчальні батьки ходять поміж столів, збирають конверти, відкривають і оголошують, хто скільки приніс, та кидають у велику миску або скляну банку. Тому гості намагаються дарувати побільше, щоб усі знали, що їхня родина живе у достатку.
Речі-обереги у хаті : Візерунки на рушниках (Дерево Життя, солярні знаки) мали оберегову функцію, захищали людину від всілякого зла. Хата була мікрокосмом людини, де та робила все, щоб їй добре жилося. На божнику, окрім ікон, зберігалося освячене зілля, складалися свічки. Злі сили проникали у цей внутрішній простір із зовнішнього, “чужого” світу, з вулиці. Захист від них – обходи обійстя зі свічкою, підкова на щастя. 
Прорізи для дверей та вікон – це найбільші “зони ризику”, через які могло просочуватися щось нехороше, і тому їх слід найбільше охороняти. Звідси й заборона передавати будь-що через поріг. Прорізи дверей прикрашалися різними символами, оберегові знаки мала й різьблена лиштва над вікнами.
Буковинська весільна обрядовість поділяється на три періоди: передвесільний, власневесільний і післявесільний. Кожен з них має певні звичаї та обряди. Всі ці етапи пов’язані між собою і мають на меті підвести свято до кульмінаційної точки – створення нової сім’ї. Незважаючи на те, що практично в кожному селі весільна обрядовість має свої особливості, буковинське весілля групується у кілька територіальних варіантів: рівнинна зона Буковини (Прутсько-Дністровське межиріччя та Буковинське Поділля), Буковинське Передгір’я (межиріччя Пруту і Серету) та Буковинська Гуцульщина.
Весільні обряди: Передшлюбна частина Буковинського весілля передбачала обрядове відокремлення наречених від неодруженої молоді, емоційно-психологічну підготовку молодих до переходу в сімейний статус і тривала 2-3 тижні, інколи місяць. До обрядових дій, що передують весіллю відносяться: сватання, оглядини, заручини, барвінковий та коровайний обряди, запросини на весілля та молодіжний прощальний вечір. Передшлюбні дійства в Буковинському краї мали локальні прояви виконання деяких елементів, різноманітні форми та термінологічні відмінності. Дотримання всіх етапів обряду, вдале їх виконання віщували щасливе життя молодому подружжю.
Сватання – перша зустріч для досягнення згоди на шлюб – має в різних місцевостях Буковини локальні назви: слово, свати, старости і проходило за одним сценарієм. Існували деякі відмінності в традиційній розмові сватів з батьками нареченої.
Промовець – староста дуже часто вдавався до алегорій про мисливців, що натрапили на слід куниці (олениці) – красної дівиці чи купців, що дізнаються про товар. Незабаром після першої обрядової зустрічі відбувалися ще дві зустрічі шлюбних сторін, оглядини (обзорини) і заручини. На Гуцульщині на обзорини ходили як до молодої, так і до молодого.
Батьки нареченого намагалися продемонструвати свій добробут. У заручинах місцевих ознак зберігалося більше. Так, у Гірсько-Карпатській зоні Буковини заручини влаштовувалися лише тоді, коли молоді з тієї чи іншої причини не могли одружитись найближчим часом і хлопець хотів заручитись словом дівчини. На знак згоди існував звичай стріляти з рушниць. А у рівнинній та передгірній частині Буковини ця подія відбувалася обов’язково, для закріплення остаточної згоди на шлюб і оприлюднення цієї події.
Запросини на весілля робили за тиждень чи за день до весілля і мають лише незначні відмінності, на загальний розвиток весільного обряду не впливають.
Обов’язковим елементом буковинського весілля є каравайний обряд. Збереження й побутування цього обряду протягом століть, наявність вірувань, обрядових пісень, пов’язаних із виготовленням та розподілом обрядового хліба, свідчать про те, що каравай наділявся в минулому магічною силою, яка мала забезпечити молодим добробут і міцний шлюб. Технологія виготовлення тіста для караваю досить складна і мала в різних регіонах Буковини свої особливості. В Прутсько-Дністровському межиріччі робили дріжджове здобне тісто, мукою і всім необхідним забезпечує молодий. На території Буковинського Передгір’я та Карпат використовувалося прісне солодке тісто з додаванням сиру, а всі продукти приносять з собою каравайниці.
За значенням і символікою тотожний коровайному є барвінковий обряд. Розгалуженість дій, пов’язаних з виготовленням вінків для молодих (урочисте збирання барвінку, поливання і посівання зерном місця, де він ріс, подавання його в хату в рушнику через вікно, тримання нитки хлопчиком при плетінні вінка, вплітання в нього квітів, зубків часнику, змащування його медом), свідчить про вияв особливої шани до цієї вічнозеленої рослини і віру в її магічний вплив на щастя молодої сім’ї. У багатьох обрядодіях барвінок виступає у єдності з хлібом.
Кульмінацією передшлюбних дійств був дівич-вечір, на якому відбувалося обрядове відокремлення наречених від неодруженої групи молоді. За структурою він складається з ряду дійств санкціонуючого характеру (прибирання гільця, розплетення коси, одягання вінків, обмін подарунками, посад молодих), які концентрувалися одночасно в домівках обох наречених. Комплексу обрядів молодіжного прощального вечора рівнинної зони Буковини притаманне збереження символічних і магічних дій переважно землеробського характеру (квітчання гільця вівсом, житом, а хліба – деревцем, дарування нареченій чобіт з житом, розплетення коси на хлібній діжі, підсипання зерна під кожух, на якому сидять молоді).
Обрядодійства головного весільного дня в переважній частині населених пунктів Буковини проводилися в неділю. Лише в Карпатах першим днем була п’ятниця чи субота. В ХІХ столітті на Буковині вінчання в церкві стало обов’язковим і невід’ємним компонентом весілля. До цього був поширений громадський шлюб, в основі якого були народні весільні звичаї. З часом обряд вінчання обростав специфічними елементами магічного, символічного, а часто і побутового характеру.
Протягом багатьох століть у Буковинському краї весільні обряди проходили у певній просторовій дислокації (дім молодого, дім молодої) і за певним характером руху почту нареченого. У межиріччі Пруту і Дністра молоді порізно йшли до церкви на вінчання і поверталися кожен окремо додому в супроводі родичів. Церковне вінчання було частковим епізодом традиційного обряду і не впливало на подвійність кола руху почту молодого на відміну від окремих сіл Буковинського Передгір’я та Гуцульщини, де весілля гуляли в хаті молодого.
Далі весільний обряд проходив у традиційному руслі. Важливу роль виконували обрядові церемонії зустрічі і проводу весільного почту, святкове застілля, посад, викуп молодої, вдягання молодою жіночого головного убору, дарування-пропій, розподіл між родиною обрядового хліба, переїзд молодої до молодого. В різних регіонах Буковини відзначені локальні особливості цього етапу весілля. Набір обрядів головного весільного дня різнився повнотою чи урізуванням окремих дій, перенесенням виконання деяких дійств в дім молодого.

## Фото

Місце полеглим Героям

| Україна | Це незавершена стаття з географії України. Ви можете допомогти проєкту, виправивши або дописавши її. |